# Н (паровоз)
Эта статья о российском паровозе. О финских паровозах H (буква-латинская) см. Паровозы H (финские)
Паровоз Н (от рус. Николаевская железная дорога) — первый российский курьерский паровоз (предназначен для вождения пассажирских поездов со скоростями свыше 80 км/ч). Конструктор Н. Л. Щукин. В период с 1892 по 1912 годы на 8 паровозостроительных заводах было изготовлено свыше тысячи паровозов этой серии, что сделало паровоз Н самым массовым и распространённым пассажирским паровозом в дореволюционной России. Из 14 разновидностей паровоза Н, самыми массовыми были Нв и Нв — около 90 % выпущенных локомотивов. Выпускался с 1892 по 1914 год на Брянском машиностроительном заводе, Воткинском заводе, Кировском заводе, Коломенском заводе, Луганском тепловозостроительном заводе, Невском заводе, Сормовском заводе, Харьковском заводе транспортного машиностроения. Построено 1083 паровоза.
Число паровозов Н стало заметно сокращаться только в 1930-е годы, но на второстепенных линиях отдельные экземпляры доработали до середины 1950-х годов.